# Ян Младек
Ян Младек (чеськ. Jan Mládek, нар. 1 червня 1960, Їндржихув Градець) — чеський політик, міністр промисловості і торгівлі Чехії (2014—2017), депутат Парламенту (з 2013). Член Чеської соціал-демократичної партії.

## Життєпис
Ян Младек народився в Їндржихув Градці 1 червня 1960 року. У початковій школі вчився в Драхові (чеськ. Dráchov) і в Веселі-над-Лужніці (чеськ. Veselí nad Lužnicí). Гімназію закінчив в 1979 році в Собеславі.
У 1979—1983 роках навчався у Вищій школі економіці. Військову службу проходив в 1983—1984 роках в 91-м понтонному полку в Літомержицях. У 1987—1989 роках навчався на фізико-математичному факультеті Карлового університету, а в квітні 1990 року закінчив аспірантуру в Інституті прогнозування Чехословацької Академії Наук (чеськ. Prognostický ústav). У 1993—1998 роках Младек співпрацював з Центрально-Європейським університетом у Празі/Будапешті при вивченні перетворень і приватизації в посткомуністичних державах Центральної та Східної Європи. Опублікував ряд професійних публікацій в Чехії і за кордоном.
Двічі обіймав посаду заступника міністра: перший раз в 1991—1992 роках в Федеральному міністерстві економіки ЧСФР, а другий раз — в Міністерстві фінансів ЧР (у 1999—2001 роках). У період з 2005 по 2006 роки Ян Младек був міністром сільського господарства від Чеської соціал-демократичної партії (ЧСДП/ČSSD). Як заступник міністра фінансів він представляв Чехію в Міжнародному валютному фонді у Вашингтоні. З червня 2002 року по грудень 2005 року він був депутатом Палати депутатів Парламенту Чехії від Чеської соціал-демократичної партії представляючи райони Табор і Чеський Крумлов. У Чеській соціал-демократичній партії Ян Младек працює, перш за все, в якості голови Народногосподарської комісії ЧСДП і тіньового міністра фінансів ЧСДП. Крім того, у період 2008—2009 років він займав пост директора Масарикової академії праці, установи, вільно асоційованої з партією ЧСДП. Ян Младек перебуває в ЧСДП з 1995 року. Перед цим він був у період 1987—1989 років членом Комуністичної партії Чехословаччини (KSČ). У першій половині 2009 року він, як голова правління громадського об'єднання «Право, солідарність і інформація» (Právo, solidarita a informace), був видавцем «Літературної газети» (чеськ. Literární noviny). Він також займав пост заступника голови наглядової ради державного підприємства «Česká pošta».
У ЧСДП обіймає посаду голови народно-господарської комісії. У період 2008—2009 був директором Демократичної академії ім. Масарика. У жовтні 2006 року став директором організації Чеський інститут практичної економіки. Був головою FONTES RERUM, об'єднання, метою якого є вивчення економічних, політичних і соціальних наук. Обіймав посаду тіньового міністра фінансів ЧСДП.
У січні 2014 року став кандидатом Чеської соціал-демократичної партії (ČSSD) на пост міністра промисловості і торгівлі в уряді Богуслава Соботки. 29 січня 2014 року був призначений на цю посаду.
Младек підтримав дії Володимира Путіна щодо України всупереч офіційній позиції уряду Чехії.
Младек підтримує ідею будівництва нових блоків АЕС Дуковани.

## Особисте життя
Ян Младек володіє англійською, російською та польською мовами. Одружений, має п'ятеро дітей.